# Ryūji Saitō
Ryūji Saitō (japanisch 才藤 龍治 Saitō Ryūji; * 12. März 1993 in Tokio, Präfektur Tokio) ist ein japanischer Fußballspieler.

## Karriere
Saitō erlernte das Fußballspielen in der Schulmannschaft der Seiritsu Gakuen High School und der Universitätsmannschaft der Tokyo International University. Seinen ersten Vertrag unterschrieb er 2015 beim FC Ryūkyū. Der Verein aus der Präfektur Okinawa spielte in der dritthöchsten Liga des Landes, der J3 League. Für Ryūkyū absolvierte er 80 Ligaspiele. 2018 wechselte er nach Toyama zum Ligakonkurrenten Kataller Toyama. Für den Klub stand er 46-mal auf dem Spielfeld. 2020 wechselte er zum ebenfalls in der dritten Liga spielenden SC Sagamihara nach Sagamihara. Für Sagamihara spielte er 34-mal in der dritten Liga. Der Zweitligaaufsteiger Blaublitz Akita nahm ihn im Januar 2021 unter Vertrag.